# Victor Edelstein
Victor Edelstein (* 10. Juli 1946 in London) ist ein früherer britischer Modeschöpfer, der vor allem durch seine Kreationen für Diana, Princess of Wales in den 1980er Jahren bekannt wurde. 1989 wurde er als das englische Äquivalent von Oscar de la Renta angeführt und als Edelschneider der oberen Zehntausend (wörtlich: „the master of the English thoroughbred look“) beschrieben. Er arbeitet heute als Maler.

## Frühe Karriere
Edelstein wurde in London geboren. 1962 begann er seine Karriere als Trainee Designer für Alexon. Er arbeitete außerdem für Salvador, Nettie Vogues, Clifton Slimline und Biba. 1970 schuf er sein eigenes Label, aber nur für eine kurze Zeit. Danach arbeitete er drei Jahre für die Londoner Niederlassung von Christian Dior S.A. unter der Leitung von Jorn Langberg, bevor er sein Label 1978 erneut etablierte. 1982 entschloss sich Edelstein sich ausschließlich auf Haute Couture zu fokussieren, und nahm außerdem Aufträge für das Theater und Ballett an.

## Kunden

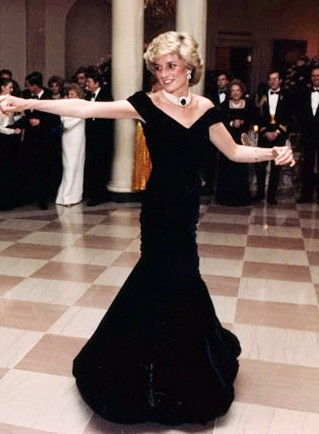
Prinzessin Diana im Travolta-Kleid (Gala-Dinner, Weißes Haus, 1985)

Edelsteins Atelier war in Stanhope Mews West, London. Seine wichtigsten Kundinnen war Diana, Princess of Wales sowie Katharine, Duchess of Kent, Princess of Hanover, Princess Michael of Kent, Lucy Armstrong-Jones, Countess of Snowdon, geb. Lindsay-Hogg, Anna Wintour, Tina Brown, Michael Heseltines Gattin Anne und Lady Nuttall, die den Kommentar hinterließ, dass Edelsteins Atelier das einzige sei, wohin ihr Gatte Nicholas Nuttall sie zum Kleiderkauf begleitete. In New York bediente er unter anderen Princess Yasmin Aga Khan, Victoria Newhouse, Cece Kieslstein Cord, Anna Wintour, Tina Brown und Henryk de Kwiatowski. In den späten 1980er Jahren kosteten seine Abendkleider um die 2.400 £ bis 2.500 £, wobei er 3.000 £ als die für London typische Obergrenze angab. Seine Kundinnen kauften typischerweise drei oder vier Gewänder pro Saison: ein Abendkleid, einen Anzug und ein oder zwei Dinner-Kleider.

## Thatcher-Look
Bei der Vorbereitung des Staatsbesuches von Margaret Thatcher in Moskau 1987 führte Carla Powell, die Ehefrau von Charles Powell, einem der führenden außenpolitischen Berater der Premierministerin Margaret Thatcher Edelstein bei der Premierministerin ein. Powell hatte eine ähnliche, recht weibliche Figur wie Thatcher und empfahl dieser, sich komplett neu einzukleiden und unter anderem auf Schulterpolster Wert zu legen, um ihre Brüste etwas zu kaschieren. Edelstein lieferte Jacken, Mäntel und Anzüge für Thatcher, die stilbildend wirkten und bei den vom russischen Publikum intensiv verfolgten Fernseh- und Debattenauftritten wie in den persönlichen Gesprächen der Premierministerin positiv registriert wurden.

## Spätere Jahre
Edelstein schloss sein Modeatelier 1993 mit der Erklärung, dass es einen Markt für maßgeschneiderte Luxuskleidung nicht länger gebe. Ein wichtiger Einschnitt war die 1992 bekanntgegebene Trennung Lady Dianas und des Prince of Wales. Diana hatte seit ihrer Hochzeit der britischen Modeindustrie und Modeschöpfern wie Edelstein oder Catherine Walker bedeutende Umsätze als Modebotschafterin verschafft, nach dem Austritt aus der Königsfamilie trugen ihr Modelabels wie Versace und Valentino aufwändige Kleidung umsonst an.
Seitdem ist er ein Maler, der seine Werke über ganz Europa und die Vereinigten Staaten ausstellt. Sein Porträt von Judith Martin, der amerikanischen Benimm-Autorität, die als 'Miss Manners' bekannt wurde, wurde von ihrem Gatten als Geschenk zu ihrem 70. Geburtstag in Auftrag gegeben und hängt heute in der National Portrait Gallery, Washington, D.C. Seine Ehefrau, Annamaria Succi, ist ebenfalls Malerin.